# Фашинал (микрорегион)

Фашинал на карте.

Фашинал (порт. Microrregião de Faxinal) — микрорегион в Бразилии, входит в штат Парана. Составная часть мезорегиона Северо-центральная часть штата Парана. 
Население составляет 	46 358	 человек (на 2010 год). Площадь — 	2264,980	 км². Плотность населения — 	20,47	 чел./км².

## Демография
Согласно сведениям, собранным в ходе переписи 2010 г. Национальным институтом географии и статистики (IBGE), население микрорегиона составляет:						
| Полное население                             | Полное население                             | Полное население                             | Полное население                             | 46 358 |
| -------------------------------------------- | -------------------------------------------- | -------------------------------------------- | -------------------------------------------- | ------ |
| в том числе:                                 | Городское население                          | 33 746                                       | Процент городского населения, %              | 72,79  |
|                                              | Сельское население                           | 12 612                                       | Процент сельского населения, %               | 27,21  |
|                                              | Мужское население                            | 23 138                                       | Процент мужского населения, %                | 49,91  |
|                                              | Женское население                            | 23 220                                       | Процент женского населения, %                | 50,09  |
| Плотность населения, чел/км²                 | Плотность населения, чел/км²                 | Плотность населения, чел/км²                 | Плотность населения, чел/км²                 | 20,47  |
| Население микрорегиона в % к населению штата | Население микрорегиона в % к населению штата | Население микрорегиона в % к населению штата | Население микрорегиона в % к населению штата | 0,44   |

## Статистика
- Валовой внутренний продукт на 2003 год составляет 353 297 738,00 реалов (данные: Бразильский институт географии и статистики).
- Валовой внутренний продукт на душу населения на 2003 год составляет 7803,40 реалов (данные: Бразильский институт географии и статистики).
- Индекс развития человеческого потенциала на 2000 год составляет 0,728 (данные: Программа развития ООН).

## Состав микрорегиона
В составе микрорегиона включены следующие муниципалитеты:
1. Борразополис
2. Крусмалтина
3. Фашинал
4. Калоре
5. Марумби
6. Риу-Бон